# Sumner Spaulding
Sumner Spaulding (Ionia, Míchigan, 14 de junio de 1892-Condado de Los Ángeles, California, 10 de mayo de 1952) fue un arquitecto y urbanista estadounidense.

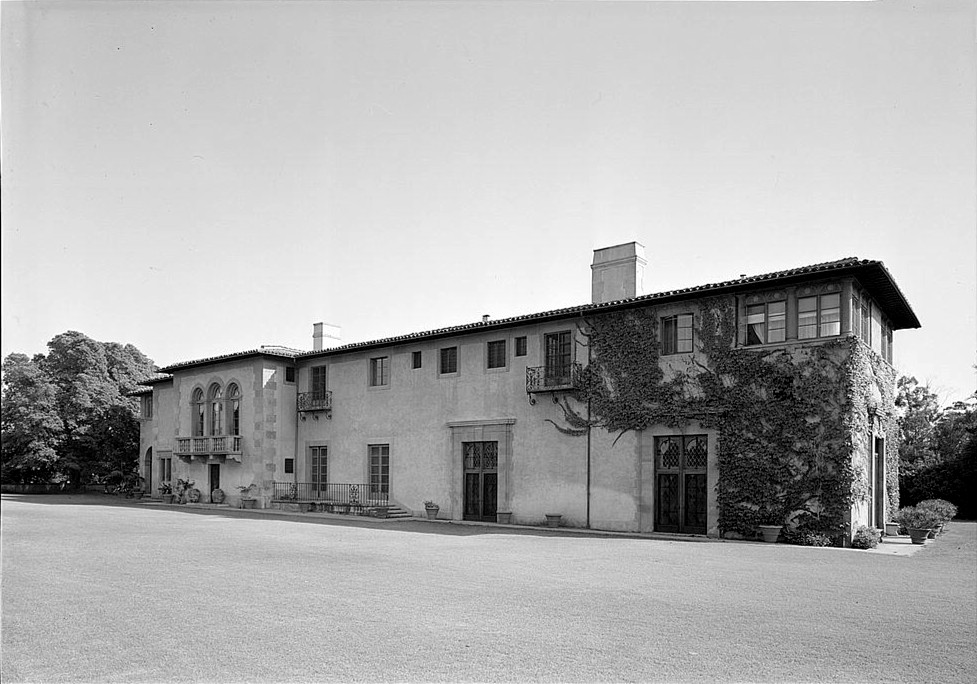
Harold Lloyd Estate o Greenacres, Beverly Hills, California.

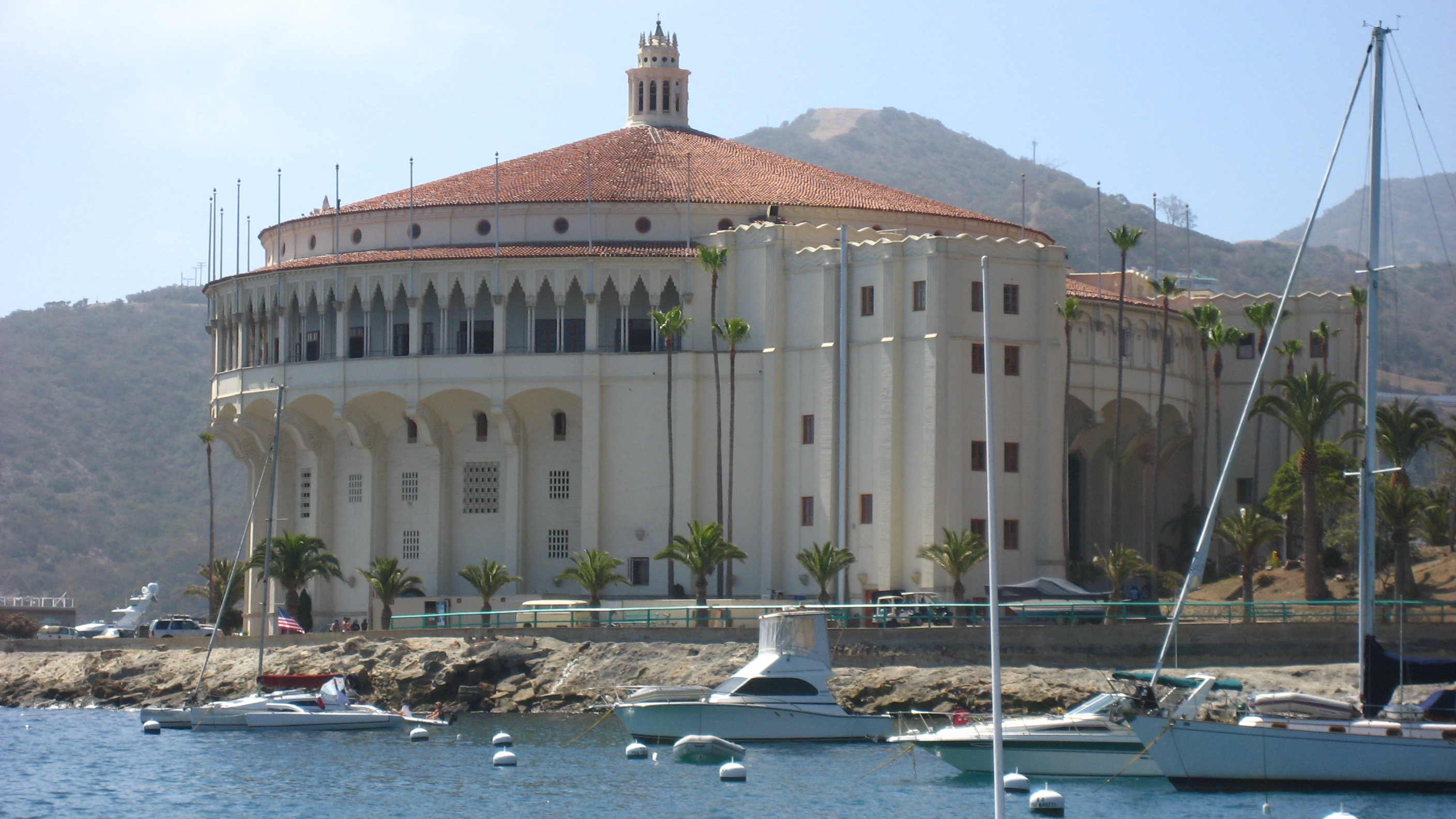
Catalina Casino en Avalon, Santa Catalina Island, California.

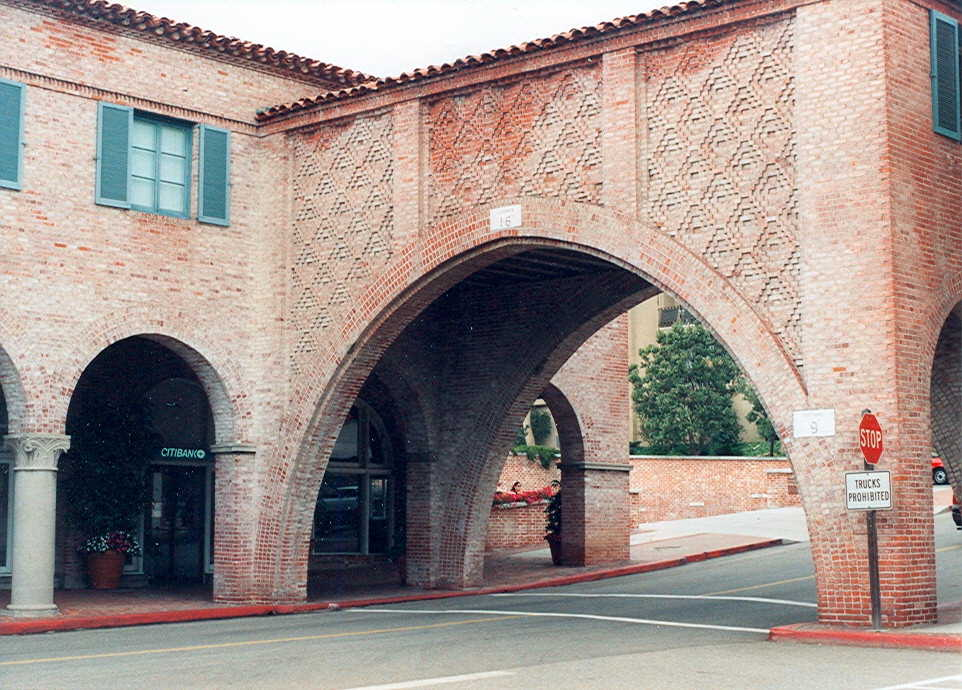
Malaga Cove Plaza in Palos Verdes Estates, California.

## Trayectoria
Estudió en la Universidad de Míchigan y se graduó en el Instituto de Tecnología de Massachusetts. También estudió en México y Europa.
Arquitecto de renombre diseñó varias conocidas fincas californianas o edificios de instituciones como el Pomona College.
Impartió arquitectura en la Universidad del Sur de California y en el Scripps College.